# Historischer Verein Bamberg
Der Historische Verein Bamberg (für die Pflege der Geschichte des ehemaligen Fürstbistums) e. V. wurde am 8. Juli 1830 auf Anregung König Ludwigs I. von Bayern gegründet. Er ist einer der ältesten deutschen Geschichtsvereine und einer der ältesten Vereine in Bamberg.

## Geschichte
Die Gründungsversammlung fand im Pfarrhof der Oberen Pfarre statt. Die ursprüngliche Absicht, einen Geschichtsverein für den Bereich des gesamten damaligen Obermain-Kreises zu schaffen, konnte nicht verwirklicht werden, da in Bayreuth bereits 1827 der „Verein für Bayreuthische Geschichte und Altertumskunde“ (heute Historischer Verein für Oberfranken) gegründet worden war. Es konnte jedoch eine fruchtbare Zusammenarbeit vereinbart werden, die bis in die Gegenwart andauert.
In den ersten Jahrzehnten der Vereinstätigkeit konnten zahlreiche Objekte aus Säkularisationsgut für die Sammlungen des Vereins erworben und somit der Nachwelt als historische Zeugnisse für die Geschichte des ehemaligen Hochstifts erhalten werden.
Langjährig wirkende Vorsitzende waren der spätere Bamberger Erzbischof Michael von Deinlein (1851–1856), Otto Meyer (1952–1960, danach Ehrenvorsitzender) und Gerd Zimmermann (1977–1997, danach Ehrenvorsitzender bis zu seinem Tod 2013).

## Wirken
Ziel ist es, der Bevölkerung Bambergs und des ehemaligen Hochstifts einen vielfältigen Zugang zur Geschichte und Vergangenheit zu vermitteln. Dazu dienen die umfangreichen Sammlungen des Vereins, Vorträge, Führungen und Studienfahrten. Andererseits ist auch die wissenschaftliche Aufarbeitung der Geschichte eine wesentliche Aufgabe. Traditionell stark ist die Zusammenarbeit mit der Otto-Friedrich-Universität Bamberg. Daneben engagiert sich der Verein auch in Streitfragen des Denkmalschutzes in der Weltkulturerbestadt Bamberg.

## Publikationen
Neben dem jährlich erscheinenden Bericht für die Veröffentlichung kleinerer wissenschaftlicher Abhandlungen (zuletzt Band 159, 2023) gibt der Verein auch eine Schriftenreihe (früher Beihefte) heraus, die derzeit (Stand 2023) 46 Titel umfasst, darunter
- Bibliographie zur Geschichte von Stadt und Hochstift Bamberg 1945–1975 mit Bamberger Zeitschriftenbeiträgen 1919–1964. Zusammengestellt für die Berichte des Historischen Vereins Bamberg in der Staatsbibliothek Bamberg. 1980. XIV, 576 S.
- Die druckgraphischen topographischen Ansichten des 19. und 20. Jahrhunderts. Mit Nachträgen zu Joseph Hellers topographischem Verzeichnis im 4. Bericht des Historischen Vereins (1841), bearbeitet von F. Friedrich. 1989, 151 S.
- Das Bamberger Heiltumsbuch von 1508/1509 in der British Library London (Add Ms. 15 68). Teil 1: Faksimileband. 36 Bll. mit 129 Farbabbildungen, mit Kurzbeschreibung von Renate Baumgärtel-Fleischmann. Bamberg 1998

## Sammlungen
Die Druckschriften, Handschriften und Grafikblätter des Vereins werden in der Staatsbibliothek Bamberg unter dem Signaturanfang HV als Deposita verwahrt. Die Buchbestände sind im Bibliothekskatalog nachgewiesen und öffentlich zugänglich. Regelmäßiger Zuwachs ergibt sich aus dem nationalen und internationalen Schriftentausch der Vereinspublikationen. 
Die Archivalien (1201 Urkunden, 1648 Bände und Rechnungen sowie zehn Nachlässe) werden im Stadtarchiv Bamberg verwahrt. 
Die Objekte der Kunst- und Kultursammlung betreut das Historische Museum Bamberg.